# St. Gummarus (Lier)

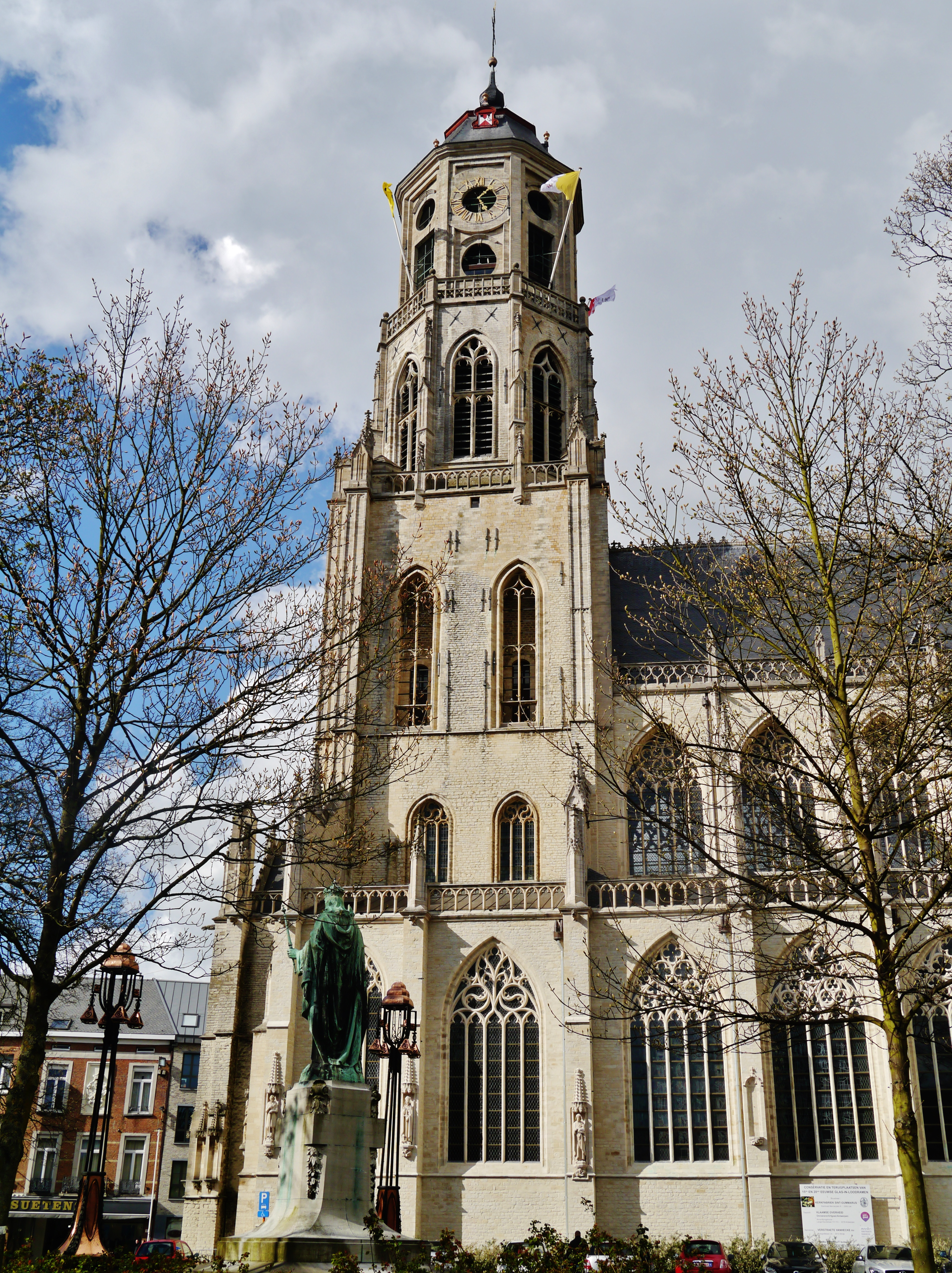
St. Gummarus (Lier)

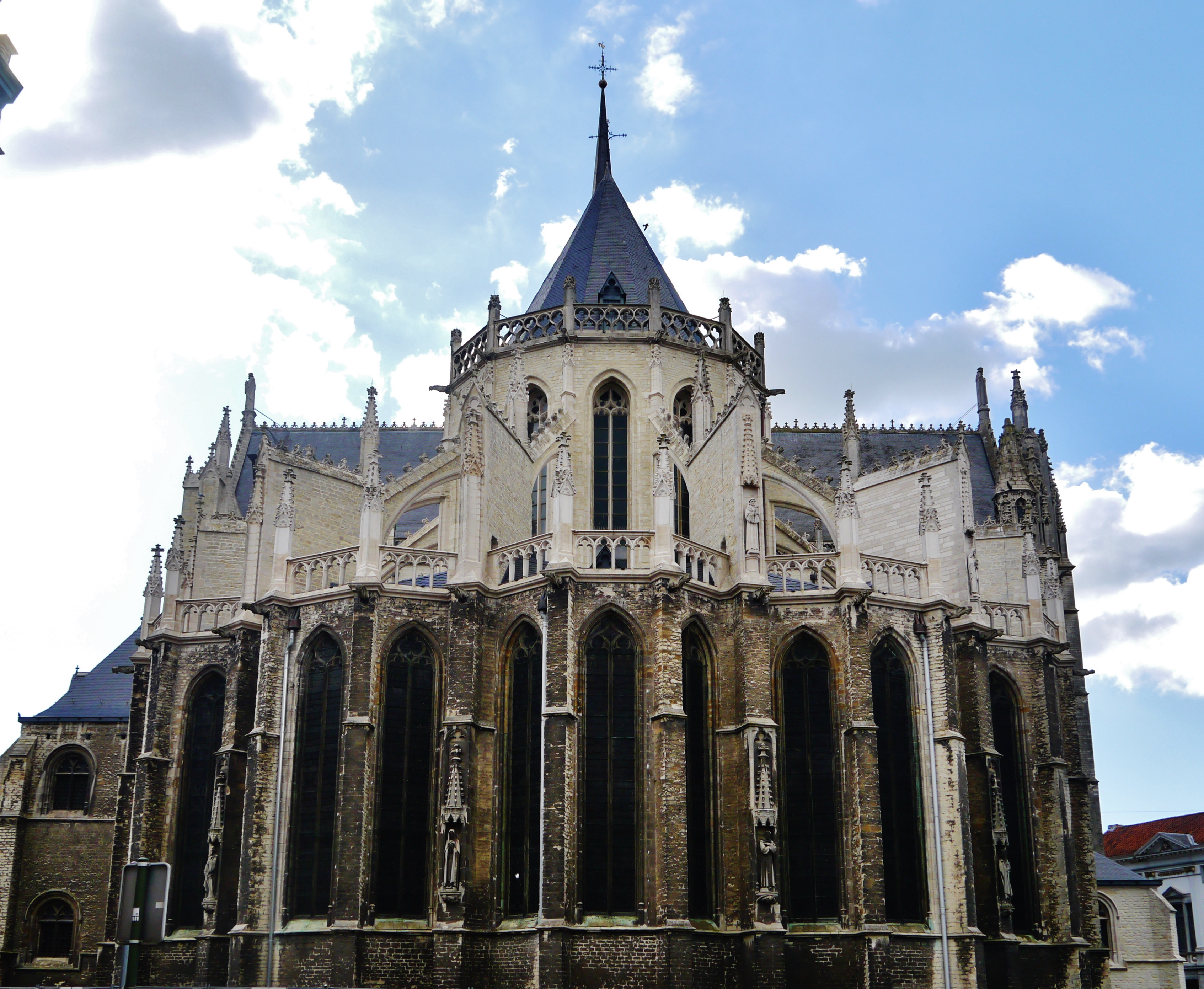
Chor von außen

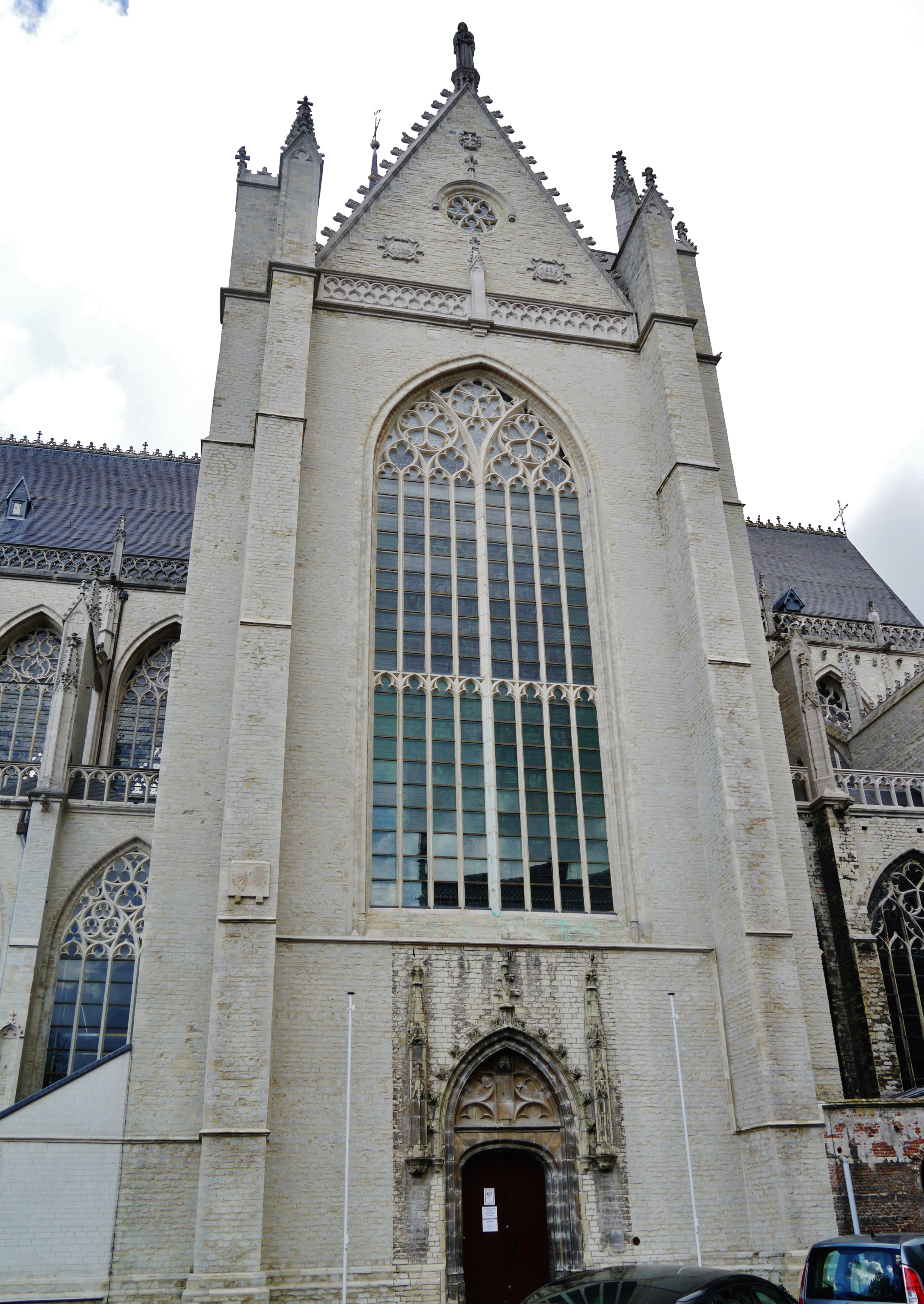
Querschiff

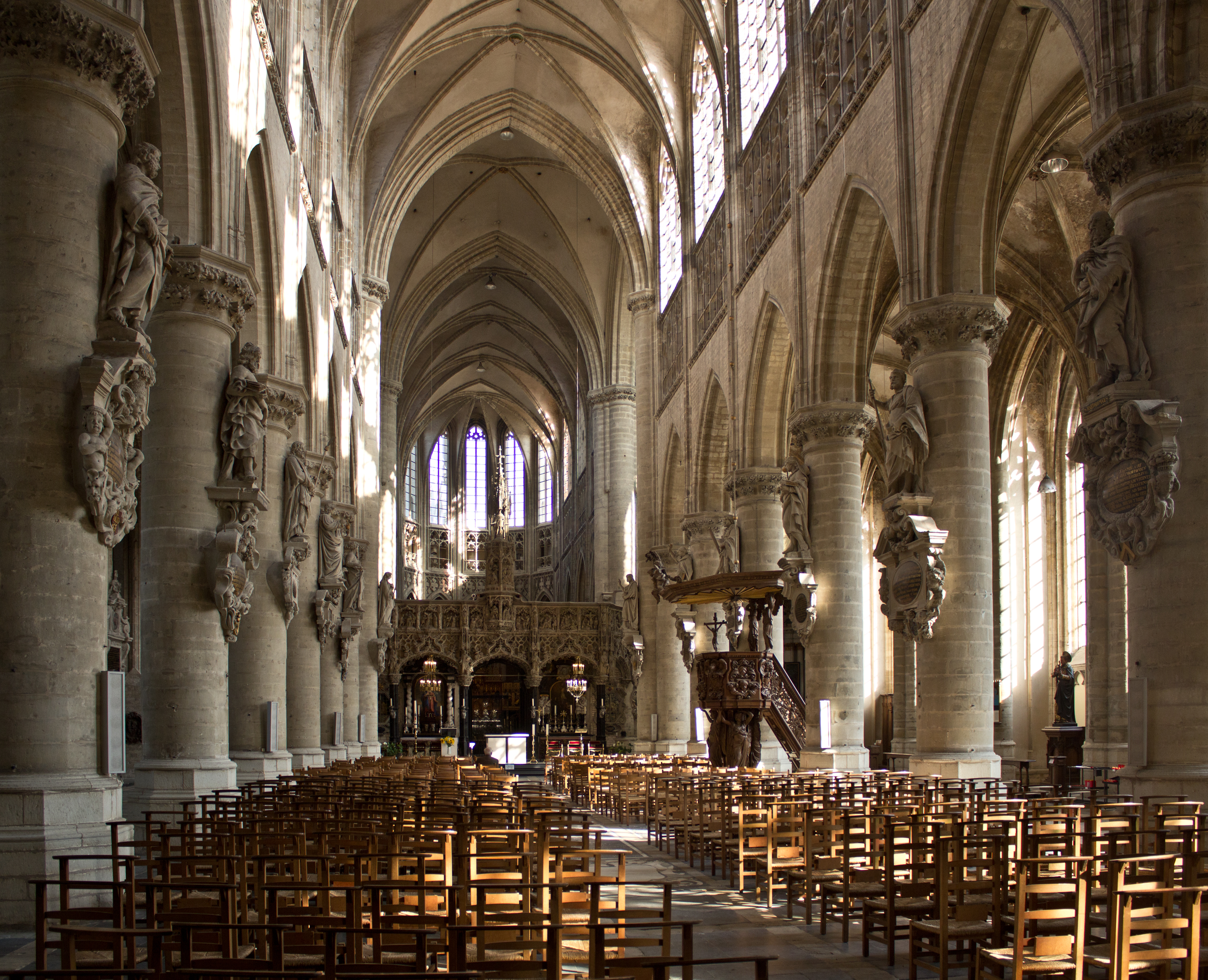
Innenansicht

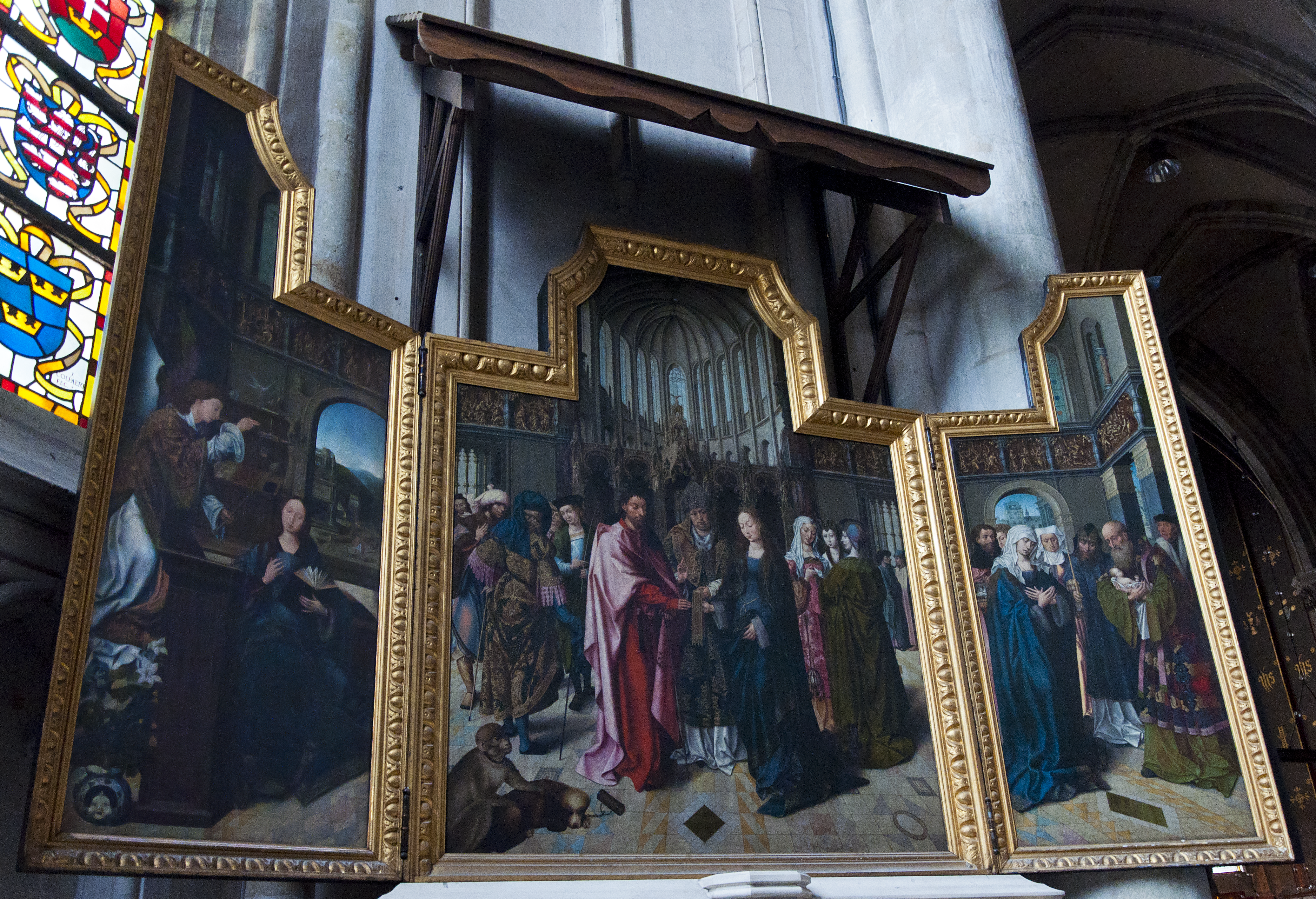
Das Colibranttriptychon

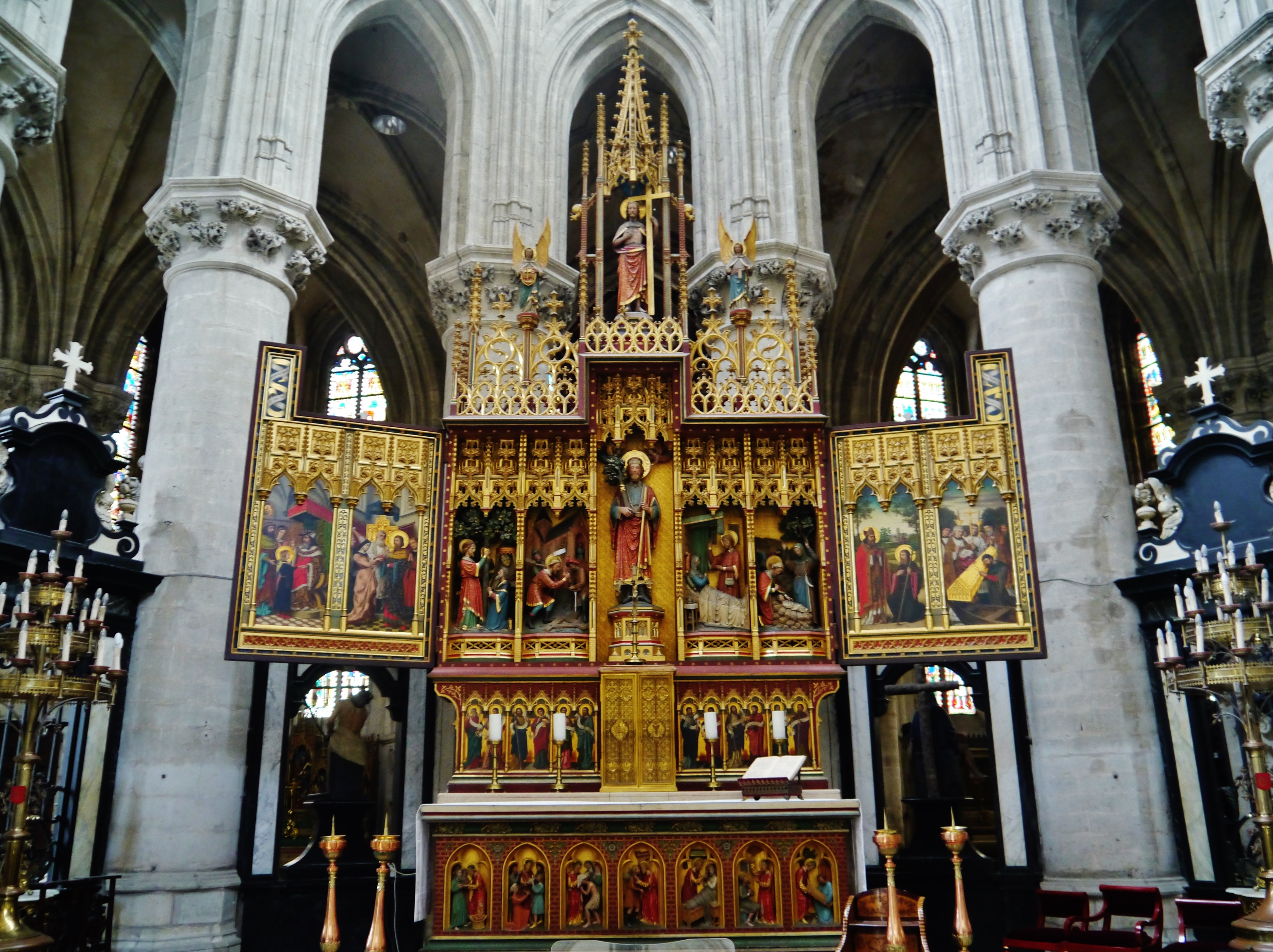
Hochaltar

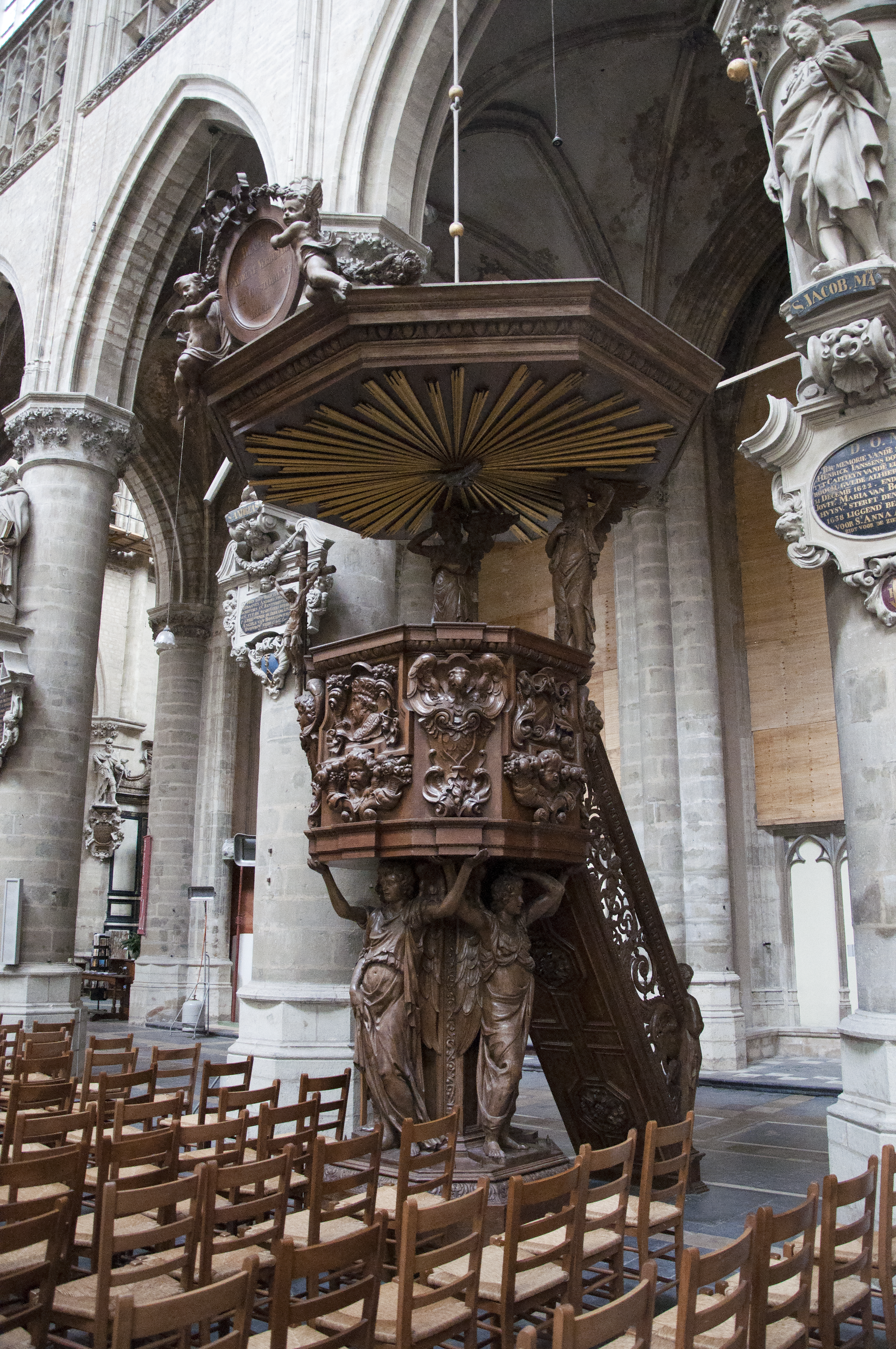
Kanzel

Die römisch-katholische Kirche St. Gummarus (niederländisch Sint-Gummaruskerk, französisch Saint-Gommaire) ist eine gotische Kirche in der belgischen Stadt Lier, Provinz Antwerpen, die dem Patrozinium des Heiligen Gummarus von Lier unterstellt ist. Die Kirche beherbergt auch eine Gedenktafel für 60 Opfer des Ersten Weltkriegs. Der Turm der St.-Gummarus-Kirche in Lier ist als der Pfeffertopf bekannt. Dieser Turm ist der älteste gotische Kirchturm in Brabant und wurde nach den Plänen von Hendrik Meys erbaut. Der Bau des Turms wurde 1378 begonnen. Die Kirche ist ein geschütztes Kulturdenkmal.

## Baugeschichte
Die St. Gummaruskirche ist eine Kirche der Brabanter Gotik, die zwischen 1378 und 1540 erbaut wurde. Sie ersetzte eine romanische Kirche aus dem 10. Jahrhundert, die Johannes dem Täufer geweiht war. Als Vorbild diente die St.-Rombout-Kathedrale in Mecheln, von der eine Reihe von Elementen übernommen wurden, die vor allem den Chor und das Kirchenschiff prägten. So wurde an der Kirche nahezu das volle Raumprogramm einer gotischen Kathedrale verwirklicht.
Der Bau verlief in Phasen, oder besser, in Schüben, wenn neue Finanzierungsmöglichkeiten erschlossen wurden. Bei mehreren Anlässen gewährte das damalige Kirchenoberhaupt, der Bischof von Cambrai, kirchliche Vergünstigungen (beispielsweise Ablässe) an diejenigen, die finanziell zum Bau beitrugen. Der Turm wurde zunächst separat gebaut und erst später in das Kirchengebäude integriert.
Der Mechelner Architekt Hendrik Meys war der erste Architekt, gefolgt von mehreren Mitgliedern der Familie Keldermans sowie Herman und Domien de Waghemakere.

## Ausstattung
Der Hauptaltar stammt aus dem 19. Jahrhundert und ist mit einem Retabel von Jan Anthony geschmückt, das Szenen aus dem Leben des Gummarus von Lier zeigt. Der Sankt-Gummarus-Altar stammt aus dem 17. Jahrhundert und wurde von Johannes van Mildert geschaffen.
Auffällig ist auch der Lettner aus dem 16. Jahrhundert, der den Chor vom Kirchenschiff trennt. Die Kanzel von 1640–1642 wurde von Erasmus Quellinus I. und seinem Sohn Artus entworfen. Der Schnitzer war Pieter Verbruggen. Er schuf ein in den Niederlanden einzigartiges Beispiel aus dieser Zeit, eine der ersten naturalistischen Kanzeln, die von anmutigen Karyatiden getragen wird, welche die Erzengel darstellen.
In der Schatzkammer der Kirche wird eine von 69 Kopien des Grabtuchs von Turin aufbewahrt.

### Gemälde
Zu den Gemälden in der Kirche gehören das Martyrium des Heiligen Sebastian und das Triptychon des Heiligen Elmo, die beide von dem Maler Adriaen de Bie geschaffen wurden. Zu den bedeutenden Werken zählt das Colibrant-Triptychon, ein Gemälde von Goswin van der Weyden, Enkel des berühmten Rogier van der Weyden. Die Colibrants waren eine einflussreiche Familie in Lier. Das Colibrant-Triptychon wurde einer Reihe von Malern zugeschrieben, darunter Goswins Großvater Rogier, aber auch Quinten Massijs und Gerard David. Die mittlere Tafel zeigt die Hochzeit von Josef und Maria, die linke Seitentafel die Verkündigung und die rechte Seitentafel die Aussetzung im Tempel. Auf der Rückseite der Seitenteile befinden sich Grisaillen der Stifter. Das Streben nach Perfektion in der Darstellung der Wirklichkeit war für van der Weyden ein Mittel, um über die zeittypische Symbolik auf eine unsichtbare und höhere Welt hinzuweisen.

### Glasmalereien
Die Kirche beherbergt eine Fülle von historischen Glasmalereien, an denen man die Entwicklung dieser Kunst von der Gotik und Renaissance über die Neugotik und Neorenaissance bis hin zur Moderne studieren kann, was in Belgien fast einzigartig und selbst in Europa sehr selten ist. Es gibt mehrere hervorragend erhaltene gotische Glasmalereien, darunter die Krönung der Muttergottes, die aus dem 3. Viertel des 15. Jahrhunderts stammt. Aus der Zeit der Renaissance (16. Jahrhundert) ragen die königlichen Glasmalereien von Nicolaas Rombouts (1519) heraus, eines der ältesten Beispiele in den Niederlanden für Glasmalereien der Renaissance. Der Stil der Neugotik und der Neorenaissance wird durch die Taufe Christi im Jordan (1860) von Jean-Baptiste Capronnier und die Fenster, die sich auf das Leben des Heiligen Gummarus beziehen, vertreten. Eines der auffälligsten Fenster aus der Zeit des Modernismus sind die Sieben Wege der Liebe von Michel Martens (1958). Das jüngste Fenster, der Heilige Gummarus als Kirchenbaumeister, Knappe und Ritter, stammt aus dem Jahr 1968 und ist von Oscar Calders.

### Glockenspiel
Bereits gegen Ende des 16. Jahrhunderts hingen im Turm von St. Gummarus 12 Glocken, die meisten davon namentlich bekannt und jede mit ihrer eigenen gesellschaftlichen Funktion. Das Glockenspiel wurde danach mehrfach erweitert, aber auch durch Brand zerstört oder im Krieg beschädigt. Am 25. September 2004 wurde das gründlich restaurierte Glockenspiel eingeweiht. Die Restaurierung erfolgte in historisch verantwortungsvoller Weise: ein handwerklich hergestellter, 18 Tonnen schwerer Eichenglockenstuhl, 52 handgeschmiedete Klöppel (nach einem Vorbild aus dem 18. Jahrhundert), die Glockenspielklaviatur nach dem Entwurf von Louis Zimmer aus den 1920er Jahren. Die Krönung des Werkes war die beeindruckende, fast 8 Tonnen schwere Gummarus-Glocke (g0, Pedal), welche die Stunde schlägt. Nach der Restaurierung zählte das Glockenspiel 52 Glocken und wurde mit seinen 30 Tonnen zum schwersten Glockenspiel des 18. Jahrhunderts in Westeuropa.

### Orgel
Die Orgel ist ein Werk von Jos Stevens aus dem Jahr 1973 mit 52 Registern auf drei Manualen und Pedal.

## Historische Ereignisse in der Kirche
Am 20. Oktober 1496 wurde die Hochzeit von Philipp dem Schönen und Johanna von Kastilien gefeiert. Beim feierlichen Einzug in Lier besuchte der junge Karl V. als Herzog von Brabant in Begleitung seines Großvaters Maximilian von Österreich die Kirche. Der Chor wurde zu diesem Anlass mit einer Reihe von fünf königlichen Lanzettfenstern geschmückt. Sie sind das Werk von Nicolaas Rombouts, dem Hofglaser von Margarete von Österreich, der sie in den Jahren 1516–1519 anfertigte.
Sie wurden von Maximilian gestiftet und sind die ältesten und am besten erhaltenen Glasmalereien in den Niederlanden, deren Stil von der italienischen Renaissance beeinflusst wurde. Eine davon zeigt Johanna von Kastilien.

## St.-Gummarus-Prozession
Einmal im Jahr (am Sonntag nach dem 10. Oktober) wird der Reliquienschrein des heiligen Gummarus, der im 17. Jahrhundert aus getriebenem Silber gefertigt wurde und etwa achthundert Kilogramm wiegt, von 16 Trägern der Gesellschaft der Geldträger in einer Prozession durch die Straßen von Lier getragen.

## Restaurierungen

### 17. bis 20. Jahrhundert
Ab dem 17. Jahrhundert wurden mehrere Restaurierungsarbeiten durchgeführt, zum Beispiel in den Jahren 1632–1642, hauptsächlich am Dach. Größere Restaurierungen fanden in den Jahren 1830–1868, 1875–1877 und erneut 1892 statt. Nach Beschuss im Ersten Weltkrieg im Jahr 1914 folgten Reparaturen, vor allem an den Glasmalereien. Eine weitere Restaurierung erfolgte von 1939 bis 1942 und erneut von 1950 bis 1952.

### 21. Jahrhundert
Im Jahr 1993 beschloss der Stadtrat ein Restaurierungsprojekt. Die erste Phase der Arbeiten, von 2000 bis 2013, umfasste hauptsächlich die Sanierung des Äußeren. Nach einer Auseinandersetzung mit dem Architekten kann die zweite Phase begonnen werden, in welcher der Schwerpunkt auf dem Innenraum und den Glasmalereien liegt. Die Arbeiten werden Ende 2021 beginnen und werden bis 2029 dauern.